# 克隆选择

淋巴細胞的克隆選擇。

克隆選擇理论（Clonal selection theory ）又称株落选择学说，是免疫学中的一个科學理论，它解释了免疫系统细胞（淋巴细胞）对侵入人体的特定抗原所作出反应的功能。该概念是由澳大利亚医生弗兰克·麦克法兰·伯内特（Frank Macfarlane Burnet）在1957年所提出，其试图解释在免疫反应启动过程中抗体多样性的形成。 该理论模型已经被广泛接受，用于描述人类免疫系统如何应对感染，以及特定类型的B淋巴细胞和T淋巴细胞如何被选择用于破坏特定抗原。
该理论指出，在预先存在的淋巴细胞群（特别是B细胞）中，每个淋巴细胞只具有对于某特定抗原专一的受器；而且仅此特定的抗原可激活（即选择）其逆向专一性淋巴细胞，从而诱导此特定淋巴细胞增殖（产生其克隆），並进行专一抗体生产。这种激活发生在如脾脏和淋巴结等继发性淋巴器官之中。简而言之，该理论解释了抗体专一性的多样化生产机制：淋巴细胞在接触抗原前，早已具专一性的受器，接着才靠外来抗原的选择，使其活化、增殖、生产抗体。
第一个实验证据出现在1958年，当时古斯塔夫·诺萨尔（Gustav Nossal）和约书亚·莱德伯格（Joshua Lederberg）表明，一个B细胞永远只产生一种抗体。这个理论成为了分子免疫学的基础，特别是在适应性免疫方面。
右圖可見6個階段：
1. 造血幹細胞：可分化成未成熟淋巴細胞。
2. 未成熟的淋巴細胞：這些細胞擁有許多不同抗原的受體。
3. 如果未成熟的淋巴細胞擁有的受體可與來自自身的抗原結合，則這些細胞將被移除。
4. 形成已成熟但未活化的淋巴細胞。
5. 當特定的外來抗原出現時這些細胞會被活化。
6. 活化的淋巴細胞會自我複製，产生一群“无性繁殖的纯系株落”，即“克隆”。

## 外部連結
- The Origins of the Clonal Selection Theory of Immunity（页面存档备份，存于）